# 全国デコトラ祭り
『全国デコトラ祭り』（ぜんこくデコトラまつり）は、2008年2月28日に発売のWii用レースゲーム。『真・爆走デコトラ伝説　～天下統一頂上決戦～』を手掛けたジャレコが開発、発売する。なお、これまでに『爆走デコトラ伝説シリーズ』を手掛けてきた、スパイクは開発に関わっていない。

## 概要
本作は、Wiiリモコンをハンドルに見立てて、デコトラを操作するゲームである(Wiiのクラシックコントローラーでの操作はできない)。登場する車体は実在する車種をモチーフにした44台。もちろん、さまざまなパーツやペイントをつけて自分だけのデコトラをアートアップすることもできる。
また、Wiiリモコンとヌンチャクを鳴子に見立ててよさこいを踊るという、本編とは一線を画したミニゲームも収録されている。このよさこいは演舞団体『甲斐◇風林火山』の協力を得ている。
なお、本作も『爆走デコトラ伝説』シリーズと同じく関口操が監修しており、プロデューサーは、従来作品と同じく細渕哲也が担当している。
今作以降は据え置き機では、他社作品も含めてデコトラを題材としたゲームは一切リリースされていない。

## 車両
本作では、大手トラックメーカー3社（日野、三菱ふそう、いすゞ）のトラックをモデルにしたトラックが使用可能。最初は4t車しか使用できず、ある程度ゲームが進むと、大型ダンプ、大型トラック（11t）が使用できるようになる。
また、本作は一般道を使用してレースを行うため、実在する車種をモデルにしているとみられるスポーツカー（フェラーリ・エンツォフェラーリ、日産・シルビア7代目）、路線バス（KK-MJ27HL)、観光バス（三菱ふそう・エアロクイーン（KC-MS822PまたはKL-MS86MP））、タクシー(東京無線：トヨタ・クラウンコンフォート、黒塗り：トヨタ・クラウンセダン)
ワゴン車（茶色：トヨタ・エスティマ、銀色：日産・セレナ（3代目）、青：トヨタ・アイシス）、軽トラック（白・平荷台及び幌付き軽トラック：スズキ・キャリイ、荷台付き宅配車：三菱・ミニキャブ）などの一般車が多数見受けられ、それに衝突すると所持金（BP）から100引かれる。